# Fanja Kaplan
Fanni Efimovna Kaplan, in russo Фанни Ефимовна Каплан?, anche detta Fanja (Фаня), pseudonimo di Fejga Chaimovna Rojtblat (Фейга Хаимовна Ройтблат; Governatorato della Volinia, 10 febbraio 1890 – Mosca, 3 settembre 1918), è stata una rivoluzionaria e attivista russa, nota per aver tentato di assassinare Lenin il 30 agosto 1918.
In qualità di membro del Partito Socialista Rivoluzionario (PSR), la Kaplan vedeva Lenin come un "traditore della rivoluzione", poiché i bolscevichi volevano mettere al bando il PSR. Il 30 agosto 1918, approcciò Lenin mentre questi stava uscendo da una fabbrica moscovita, e gli sparò tre colpi di rivoltella, ferendolo gravemente. Interrogata dalla Čeka, si rifiutò di rivelare nomi di eventuali complici nell'attentato, e venne fucilata il 3 settembre. L'incidente fu una delle principali provocazioni alla base dell'intensificarsi della guerra civile in Russia e del relativo "Terrore rosso".

## Biografia

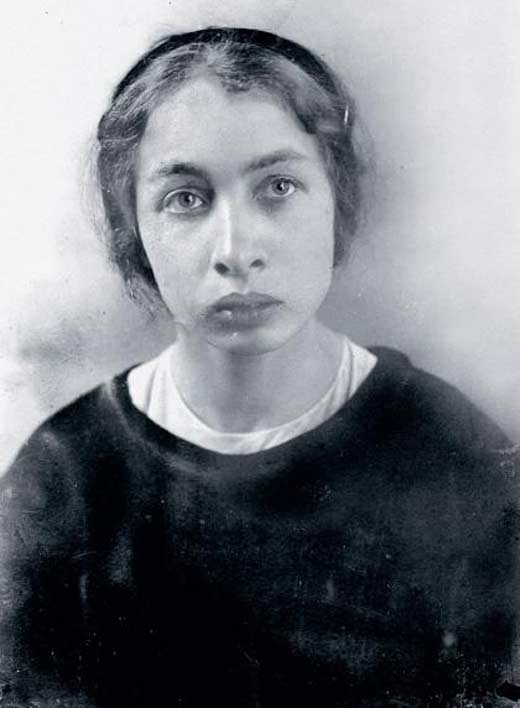
Fanja Kaplan

Sussiste un po' di confusione circa l'esatto nome di nascita della Kaplan. Vera Figner, nelle sue memorie intitolate At Women's Katorga, la cita come "Fejga Chaimovna Rojtblat-Kaplan" (Фейга Хаимовна Ройтблат-Каплан). Altre fonti invece indicano come nome della sua famiglia originale "Ройтман" (traslitterato dal russo come "Rojtman", che corrisponde al cognome tedesco/yiddish "Reutemann"). Inoltre, alcune volte viene chiamata anche "Dora".
La Kaplan nacque in una numerosa famiglia ebrea. Divenne un'attivista politica rivoluzionaria in giovane età e si unì a un gruppo socialista, il Partito Socialista Rivoluzionario. Nel 1906, all'età di sedici anni, venne arrestata a Kiev per il suo coinvolgimento in un attentato terroristico, e condannata all'ergastolo da scontarsi in un campo di prigionia in Siberia. Lì perse quasi del tutto la vista (poi parzialmente recuperata in seguito) a causa dei continui maltrattamenti subiti. Venne rilasciata dal carcere il 3 marzo 1917, dopo i fatti della Rivoluzione di febbraio che rovesciarono il governo imperiale.
Ormai si sentiva disillusa e "tradita" da Lenin come risultato del conflitto tra socialisti rivoluzionari e partito bolscevico. I bolscevichi godevano di un forte supporto da parte dei soviet; tuttavia, nelle elezioni indette dall'Assemblea costituente panrussa nel novembre 1917, avevano fallito nel raggiungere la maggioranza e, nel gennaio 1918 era stato eletto presidente un socialista rivoluzionario. I bolscevichi, supportati dai soviet, ordinarono quindi di sciogliere l'Assemblea costituente. Nell'agosto 1918 i conflitti tra i bolscevichi e i loro avversari politici avevano portato in Russia alla messa al bando di numerosi partiti politici, inclusi i socialisti rivoluzionari, che erano stati i principali alleati dei bolscevichi all'inizio, ma poi avevano organizzato una rivolta a causa della loro opposizione al trattato di Brest-Litovsk. La Kaplan decise di assassinare Lenin in quanto lo considerava un "traditore della Rivoluzione".

### Attentato a Lenin

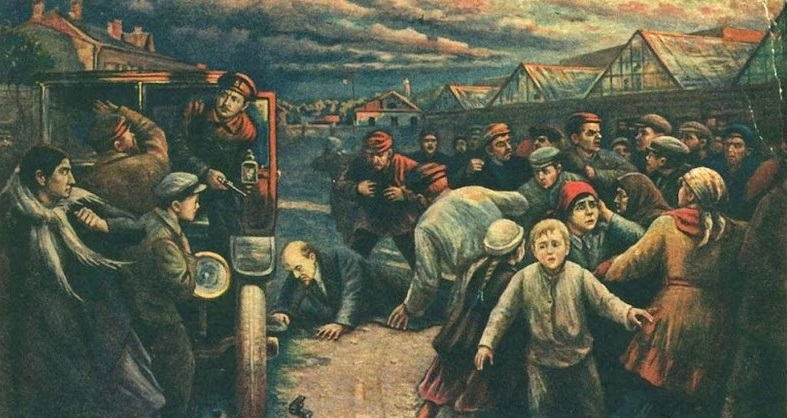
Illustrazione di Vladimir Pčëlin raffigurante l'attentato a Lenin

Il 30 agosto 1918, Lenin fece un comizio nella fabbrica "Mihel'son" a Mosca. Quando Lenin lasciò l'edificio e prima di salire in auto, la Kaplan lo chiamò. Lenin si girò verso la donna, e a quel punto ella gli sparò tre colpi di pistola. Un proiettile trapassò il cappotto di Lenin, mentre gli altri due lo ferirono al collo e alla spalla sinistra.
Lenin fu trasportato nel suo appartamento al Cremlino. Temendo che ci potessero essere altri attentati contro la sua persona, si rifiutò di lasciare la sicurezza del Cremlino per sottoporsi a cure mediche esterne. Furono portati dei medici in loco per prestargli le prime cure, ma senza riuscire ad estrarre i proiettili non avendo a disposizione le attrezzature di un ospedale. Nonostante la gravità delle ferite, Lenin sopravvisse. Tuttavia, la sua salute non si riprese mai completamente e si è ipotizzato che il ferimento riportato nell'attentato abbia contribuito all'ictus che lo colpì e successivamente uccise nel 1924.

### Esecuzione
La Kaplan venne arrestata ed interrogata dalla Čeka, la polizia politica del regime. La donna fece la seguente dichiarazione:
(Fanja Kaplan)
Quando divenne chiaro che la Kaplan non avrebbe fatto il nome di eventuali complici, venne giustiziata il 3 settembre 1918 con un proiettile alla nuca. Il suo cadavere fu bruciato e fatto sparire. Secondo Pavel Dmitrievič Malkov (1887-1965), il comandante della guardia al Cremlino che fu materialmente incaricato dell'esecuzione, l'ordine gli fu personalmente impartito da Jakov Sverdlov, su mandato del Comitato Centrale del Partito Comunista, in presenza di Jakov Michajlovič Jurovskij.

### Effettiva colpevolezza
Alcuni storici, come Arkadij Vaksberg e Donald Rayfield, hanno messo in dubbio l'effettivo ruolo della Kaplan nell'attentato a Lenin. Vaksberg dichiarò che la vera mandante fu Lidia Konopleva, altra socialista rivoluzionaria, credendo troppo accomodante il fatto che Lenin fosse scampato ad un attentato da parte di una donna la cui personalità era così lontana dallo stereotipo dell'eroe nazionale. In particolare, venne ipotizzato che la Kaplan agì per conto di altri e che solo dopo l'arresto si assunse la sola responsabilità del gesto. La principale argomentazione a favore di questa tesi e di altre versioni è la quasi completa cecità della donna all'epoca dell'attentato. Altri puntano l'attenzione sulle contraddizioni tra il rapporto ufficiale del Soviet (che affermò come gli infuriati operai che assistettero all'evento catturarono immediatamente Fanja Kaplan) e i documenti ufficiali dell'epoca, in particolare un radiotelegramma di Jakov Peters, che menziona l'arresto di vari sospettati.

### Conseguenze

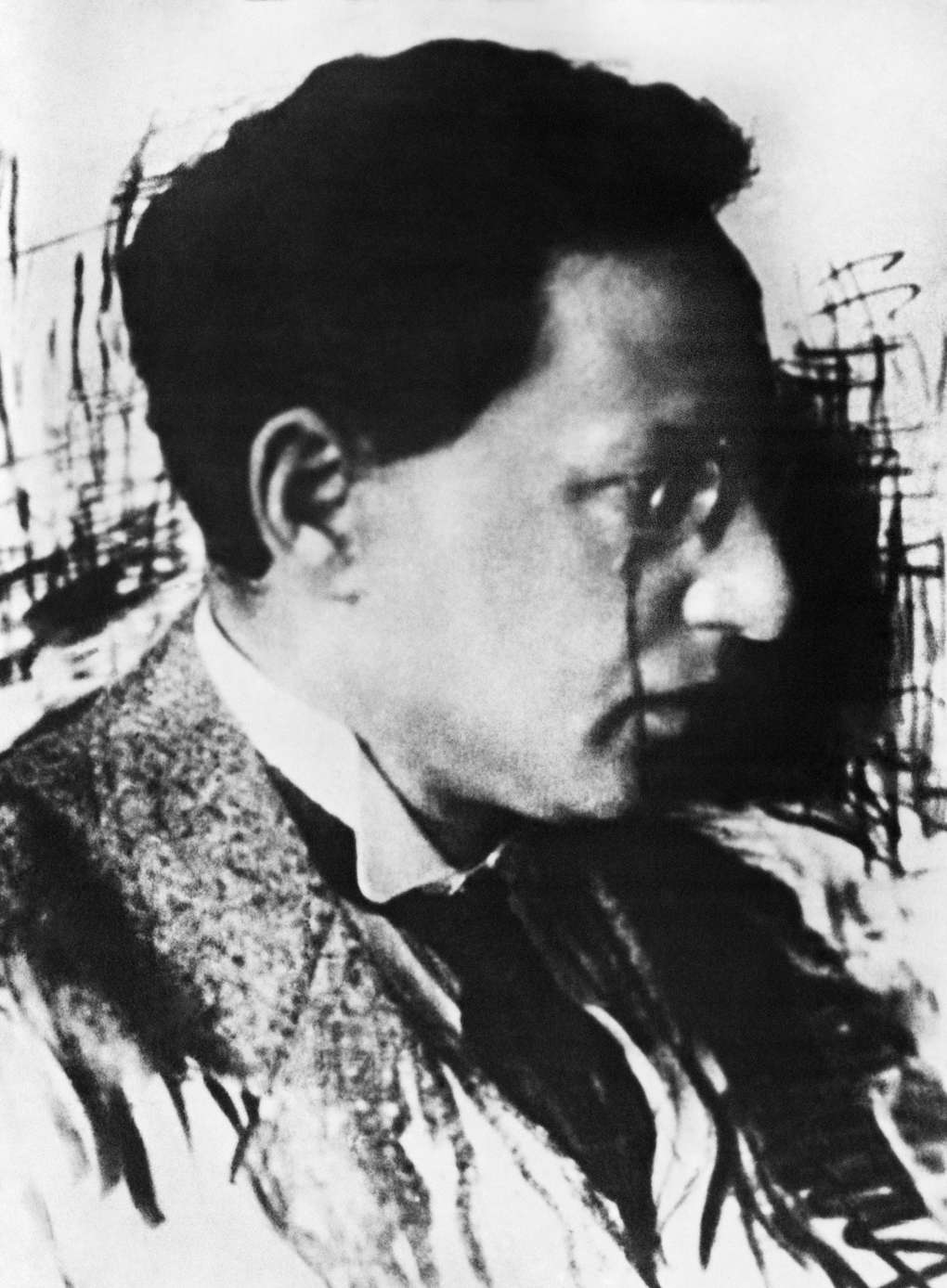
Moisej Urickij

Nel comunicato ufficiale sul tentativo di assassinio di Lenin, Fanya Kaplan venne definita "una socialista di destra". Qualche giorno prima, era stato assassinato Moisej Solomonovič Urickij, capo della Čeka a Pietrogrado. Anche se la Čeka non trovò nessun collegamento ufficiale tra i due fatti, la loro contemporaneità apparve significativa del clima controrivoluzionario insito nell'intensificazione della guerra civile russa. La reazione dei bolscevichi fu una brutale crescita di violenza nella persecuzione degli avversari politici.
Il decreto "Terrore rosso" venne emanato solo poche ore dopo l'esecuzione della Kaplan, chiamando a raccolta tutto il popolo contro i nemici della rivoluzione. Nei mesi successivi, furono giustiziate circa 800 persone tra socialisti ed altri oppositori politici.